# Mitropapokal 1969/70
Der Mitropapokal 1969/70 war die 30. Auflage des Fußballwettbewerbs. Vasas SC gewann das in Hin- und Rückspiel ausgetragene Finale gegen Inter Bratislava.

## Achtelfinale
Die Spiele fanden vom 5. Oktober 1969 bis zum 25. Februar 1970 statt.
|                     | Gesamt    |                   | Hinspiel | Rückspiel |
| ------------------- | --------- | ----------------- | -------- | --------- |
| Inter Bratislava    | 6:1       | First Vienna FC 1 | 6:1      |           |
| FC Wacker Innsbruck | (M)3:3(M) | Csepel SC         | 2:1      | 1:2       |
| Hajduk Split        | 3:1       | AC Brescia        | 3:1      | 0:0       |
| Budapest Honvéd     | 3:2       | Lazio Rom         | 1:1      | 2:1       |
| Vasas SC            | 4:3       | Vardar Skopje     | 1:1      | 3:2       |
| Slavia Prag         | 7:1       | Hellas Verona     | 4:1      | 3:0       |
| Radnički Kragujevac | 2:1       | Lokomotíva Košice | 2:0      | 0:1       |
| Admira Wien         | 4:2       | Bohemians Prag    | 2:1      | 2:1       |

## Viertelfinale
Die Spiele fanden vom 18. März bis zum 12. Mai 1970 statt.
|                     | Gesamt    |                  | Hinspiel | Rückspiel |
| ------------------- | --------- | ---------------- | -------- | --------- |
| Slavia Prag         | (a)3:3(a) | Hajduk Split     | 1:1      | 2:2       |
| Admira Wien         | 1:7       | Vasas SC         | 0:4      | 1:3       |
| Radnički Kragujevac | 2:5       | Budapest Honvéd  | 2:1      | 0:4       |
| FC Wacker Innsbruck | 1:3       | Inter Bratislava | 0:3      | 1:0       |

## Halbfinale
Die Spiele fanden vom 17. Mai bis zum 3. Juni 1970 statt.
|                 | Gesamt |                  | Hinspiel | Rückspiel |
| --------------- | ------ | ---------------- | -------- | --------- |
| Slavia Prag     | 1:2    | Vasas SC         | 1:1      | 0:1       |
| Budapest Honvéd | 1:3    | Inter Bratislava | 0:1      | 1:2       |

## Finale
Das Hinspiel fand am 10., das Rückspiel am 20. Juni 1970 statt.
|                  | Gesamt |          | Hinspiel | Rückspiel |
| ---------------- | ------ | -------- | -------- | --------- |
| Inter Bratislava | 3:5    | Vasas SC | 2:1      | 1:4       |